# SN 2007gx
SN 2007gx – supernowa typu Ic odkryta 9 sierpnia 2007 roku w galaktyce A171851+2247. W momencie odkrycia miała maksymalną jasność 19,90m.